# Anopetia gounellei
Anopetia gounellei là một loài chim trong họ Trochilidae.